# Transmission intégrale Q4
 (avril 2025).
Le système de transmission intégrale Q4, mis au point par le fabricant automobile italien Alfa Romeo, garantit une transmission intégrale en offrant une distribution variable du couple entre les deux essieux.

## Histoire et fonctionnement

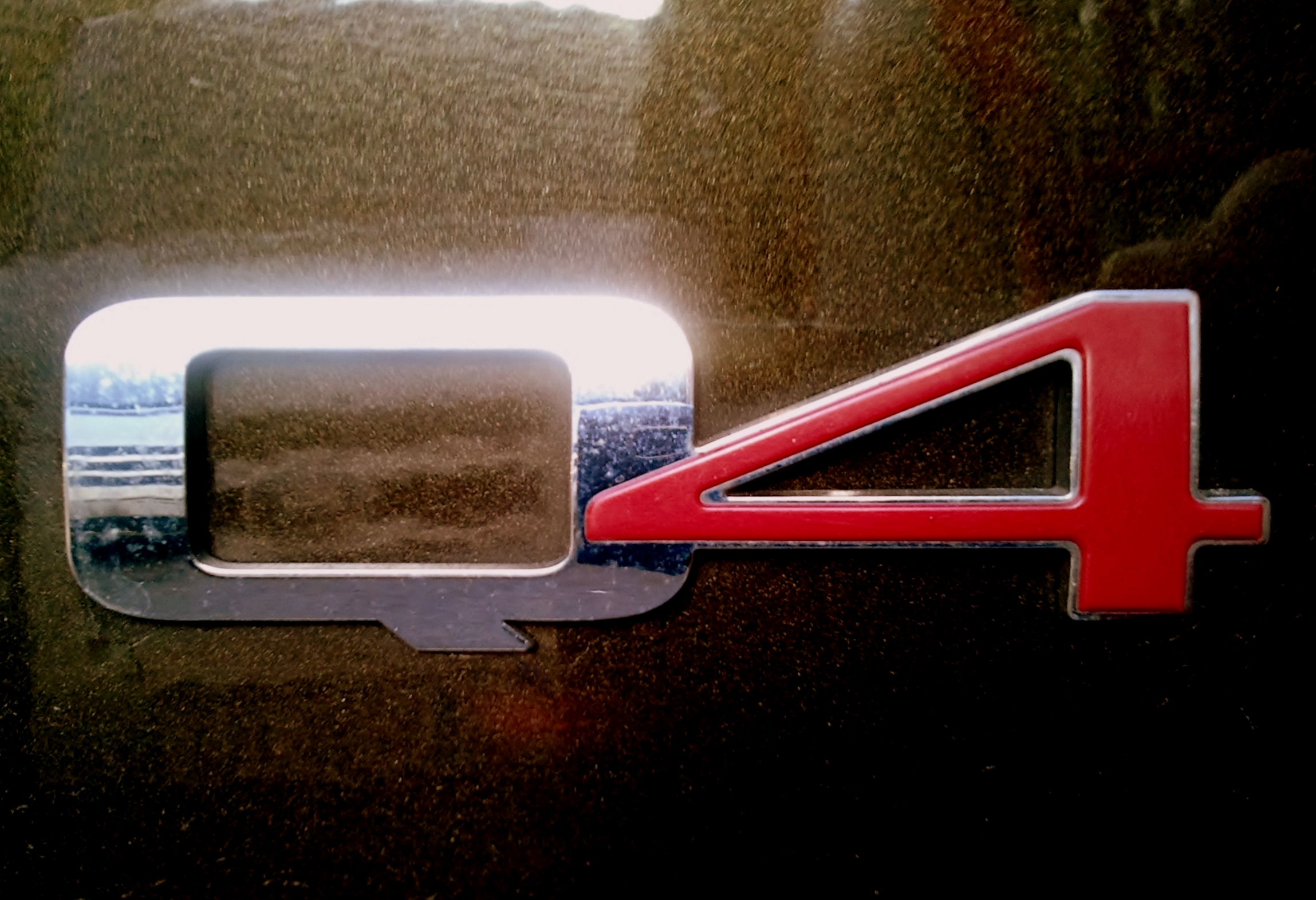
Deuxième logo «Q4» adopté par l'Alfa Romeo 156

Le logo Q4 arrive pour la première fois au début des années 1990 sur la 155, puis presque simultanément sur l'Alfa 33 1.7 16V et l'Alfa 164 3.0 V6, toutes deux à quatre roues motrices.
Sur les deux modèles, la configuration mécanique variait, mais l'objectif restait constant : optimiser l'adhérence sur tout type de surface. Pour l'Alfa 33, une «prise de force» à l'arrière était prévue à la sortie de la transmission. Cette prise de force était reliée à l'essieu arrière au moyen d'un arbre de transmission composé de trois parties : les deux parties extrêmes étaient rigides, tandis que la partie centrale était composée soit d'un électro-aimant (qui est contrôlé par une unité de commande, qui relie les essieux avec le contact mis et en l'absence de situations de conduite spécifiques) soit par un joint Ferguson, que ce dernier prévoyait pour transmettre le couple à l'essieu arrière dès qu'une augmentation du glissement se produisait entre l'arbre d'entrée et l'arbre de sortie du joint, transmettant ainsi le couple à l'essieu arrière et atteignant même 50 % du total. Dans l'Alfa 164 puis dans la 155, la traction intégrale n'était pas obtenue avec deux différentiels conventionnels plus un joint Ferguson, mais avec trois différentiels, dont l'un était positionné sur l'essieu avant, relié au différentiel central. Ce dernier était monté en sortie de boîte de vitesses et relié au différentiel arrière.

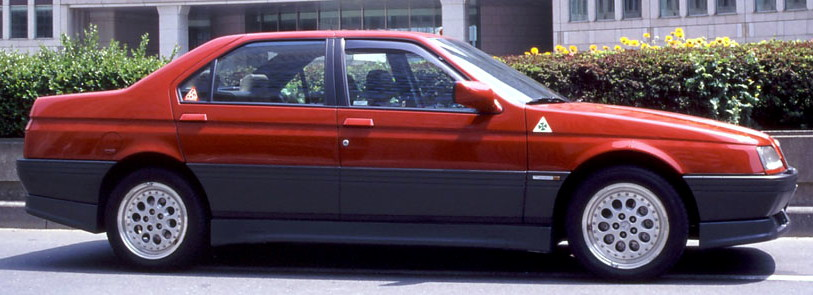
Alfa Romeo 164 3.0 V6 Q4

Le différentiel arrière était du type autobloquant Torsen C. Ainsi, il employait une traction dynamique et permanente qui entraînait une distribution du couple de 57% sur les roues arrière et de 43% sur les roues avant.
Plus tard, en 2004, le constructeur située à Arese a remis au goût du jour la transmission intégrale Q4 après une longue période d'abandon. Elle l'a intégrée à l'Alfa 156 dans les variantes Sportwagon Q4 et Crosswagon Q4, toutes deux équipées d'un moteur 1.9 JTDm de 150 chevaux. Ces modèles sont dotés de trois différentiels, dont le central est de type Torsen C et permet une répartition du couple moteur avec prédominance vers l'arrière (qui atteint 80% lors des accélérations). De 2007 jusqu'à la fin de la série en 2011, le même schéma de transmission intégrale Q4 était encore utilisé par la société basée à Arese sur les Alfa 159, Brera et Spider équipées des moteurs essence 3.2 V6 JTS et diesel 2.4 20V JTDm associés à la boîte de vitesses manuelle à 6 rapports ou à la boîte de vitesses automatique séquentielle Q-Tronic.

## Q4 de deuxième génération

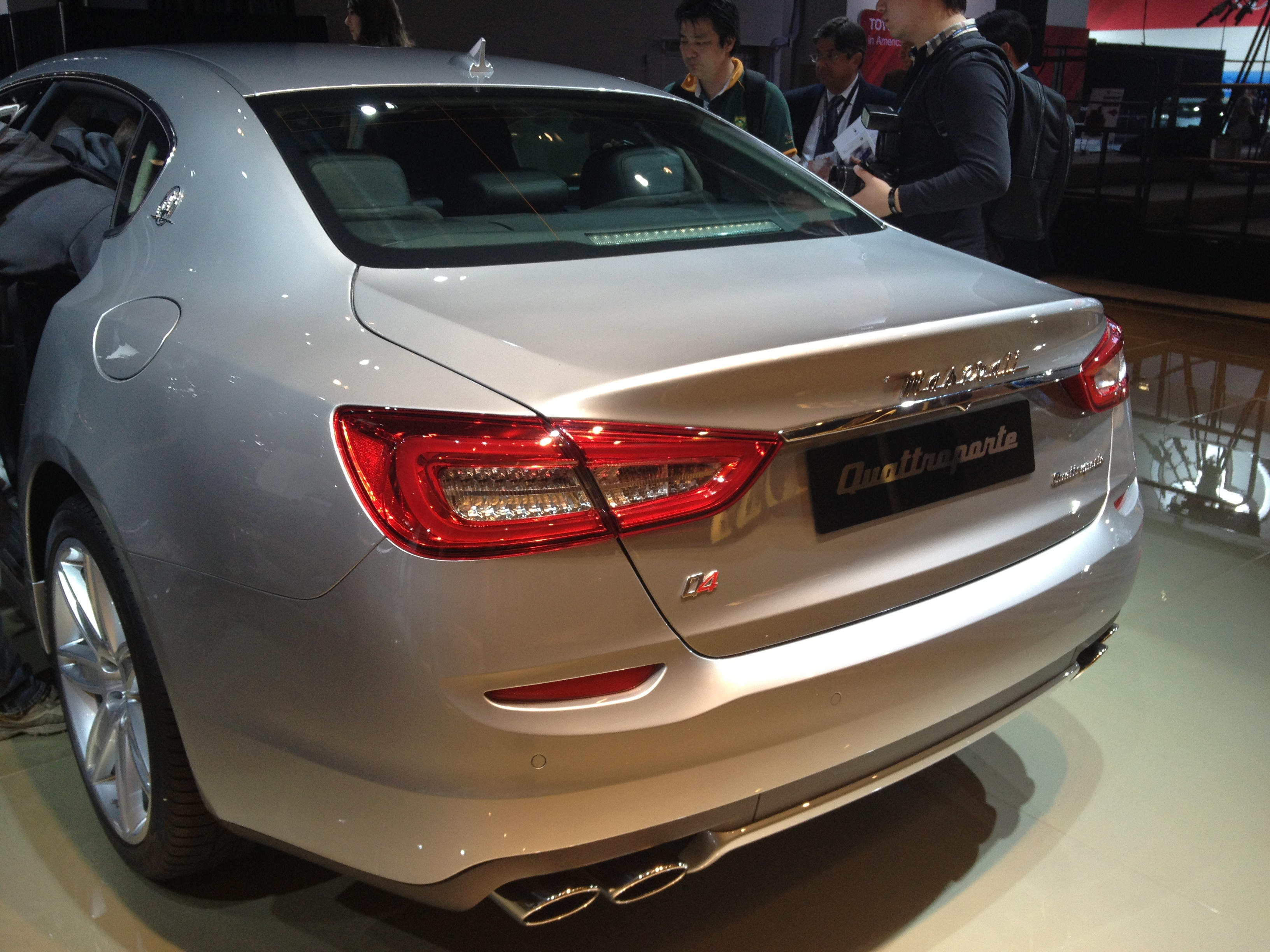
Arrière d'une Maserati Quattroporte Q4

En 2013, l'appellation Q4 a été à nouveau utilisée par le Groupe Fiat, cette fois-ci par Maserati pour la Ghibli 3.0 S Q4. C'est également la première voiture de la marque du Trident à disposer d'un système de transmission intégrale. Il a ensuite été également adopté pour la plus grande Quattroporte 3.0 S Q4,.
Alfa Romeo a introduit un système de traction Q4 avec la Giulia en 2016, dévoilé pour la première fois dans la version «Veloce» lors du Mondial de l'Automobile à Paris en 2016 : Grâce à l'unité de contrôle électronique, qui veille sur des paramètres dynamiques variés comme l'accélération latérale et longitudinale, l'angle de braquage et le lacet, le véhicule est en mesure d'anticiper toute perte d'adhérence des roues. Dans des conditions d'adhérence normales, 100 % du couple moteur est transmis à l'essieu arrière, maintenant ainsi le comportement dynamique typique d'une voiture à propulsion arrière. Dans les moments de perte d'adhérence, grâce à une boîte de transfert (équipée d'un embrayage actif et d'un actionneur intégré) et un différentiel avant capable de fonctionner dans des temps relativement courts (le constructeur déclare un temps de fonctionnement moyen de 100 millisecondes), le système transfère jusqu'à 60 % du couple moteur à l'essieu avant.
Alfa Romeo utilise le système de traction Q4 le plus récent sur tous ses modèles à quatre roues motrices, y compris l'Alfa Giulia Veloce.